# Юрчице (Малопольское воеводство)
Юрчи́це (пол. Jurczyce) — село в Польше в сельской гмине Скавина Краковского повета Малопольского воеводства.

## География
Село располагается в 4 км от административного центра гмины города Скавина и в 16 км от административного центра воеводства города Краков.
В 1975—1998 годах село входило в состав Краковского воеводства.

## Население
По состоянию на 2013 год в селе проживало 514 человека.
| 2008 | 2013 |
| ---- | ---- |
| 526  | 514  |

| Перепись  | Всего   | Всего | Женщины | Женщины | Мужчины | Мужчины |
| --------- | ------- | ----- | ------- | ------- | ------- | ------- |
| Единицы   | человек | %     | человек | %       | человек | %       |
| Население | 514     | 100   | 270     | 52,52   | 244     | 47,48   |

## Известные жители и уроженцы
- Юзеф Халлер (1873—1960) — польский генерал.

## Достопримечательности
- Усадьба, построенная в XVII веке. Памятник культуры Малопольского воеводства (№ А-458[4]).